# Brian Fitzpatrick (cestista)
Brian Edward Fitzpatrick (Bethpage, 6 novembre 1989) è un cestista statunitense con cittadinanza irlandese.

## Palmarès
- Campionato danese: 2

Horsens IC: 2014-15, 2015-16
- Coppa di Danimarca: 1

Horsens IC: 2015